# AGV

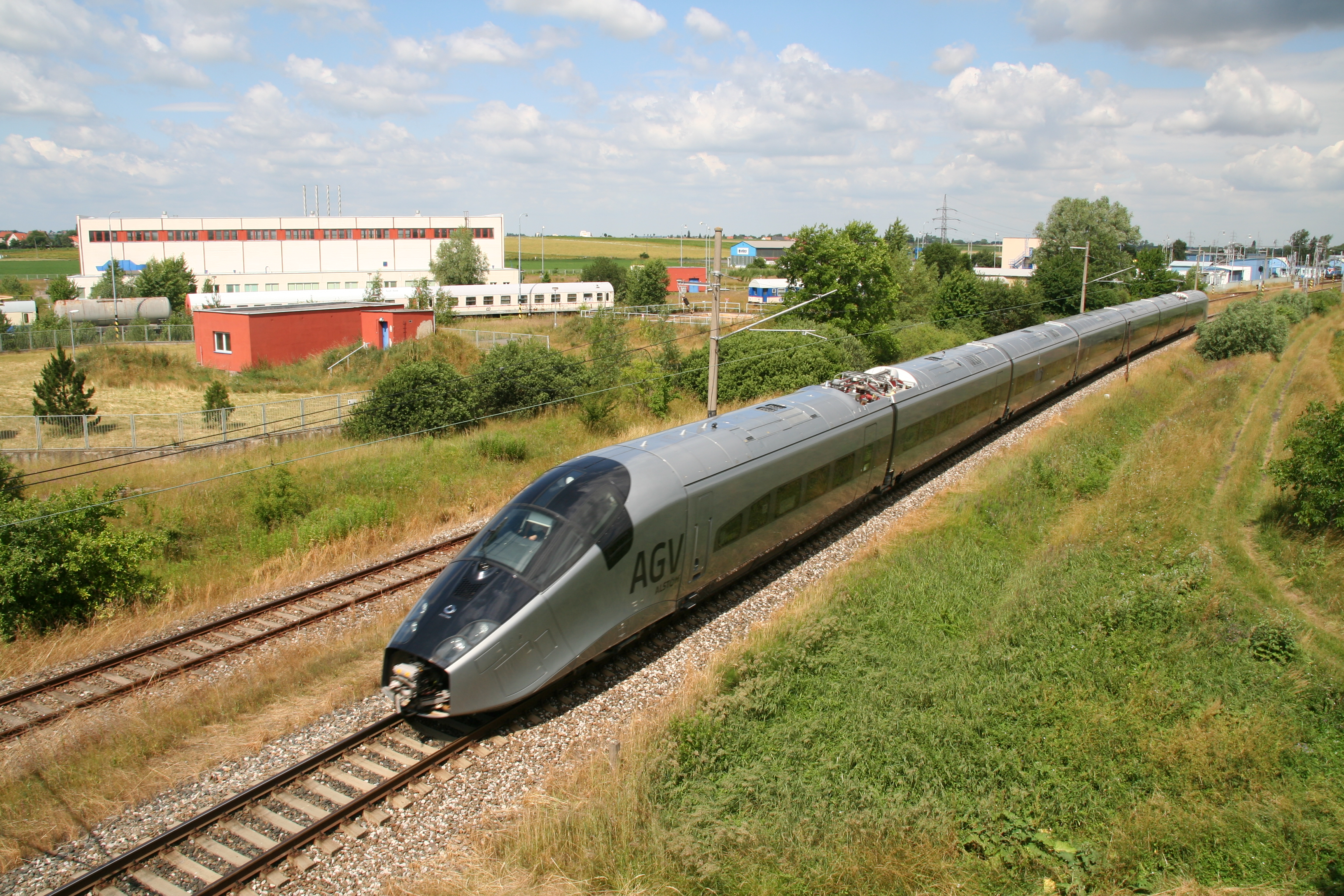
AGV na trasie Velim, Czechy

AGV, Automotrice à Grande Vitesse (Zespół Trakcyjny o Bardzo Wysokiej Prędkości) – prototypowy francuski pociąg pasażerski, należący do rodziny pociągów TGV produkowanej przez Alstom, przystosowany do poruszania po szynach o standardowej szerokości. Umiejscowienie silników pod podłogą składu zwiększa jego pojemność, wynoszącą od 250 do 650 pasażerów. Ze względu na dopuszczalną prędkość przelotową 400 km/h, którą może osiągnąć, będzie użytkowany przede wszystkim na liniach dużych prędkości. Producent skategoryzował AGV podobnie jak TGV Duplex jako skład bardzo wysokich prędkości, w przeciwieństwie do Pendolino posiadającego kategorię składu wysokich prędkości. Zastosowane rozwiązania wydłużają czas eksploatacji oraz zmniejszają zużycie energii o 15% w stosunku do poprzednich generacji.

## Geneza
Istnieje wiele powodów, dla których Alstom zdecydował się zbudować pociąg AGV. Najważniejszym jest potrzeba zwiększenia prędkości maksymalnej z 300 do 350 km/h, ale przy zachowaniu tej samej sprawności technicznej i kosztów eksploatacyjnych, co pociąg TGV o prędkości 300 km/h. Już w 1985 r. na Eurailspeed w Lille Alstom pokazało model TGV – NG (Nouvelle Generation). Ten prototyp, rozwijający prędkość 360 km/h, otworzył nowe możliwości. Tym niemniej wciąż opierał się na tradycyjnym dla TGV układzie głowic napędowych z włączonymi pomiędzy nie wagonami. Taki układ ma jednak ograniczenia w redukowaniu nacisku na osie napędzane, jednocześnie zaś wejście do służby pociągu ICE 3 skłoniło producenta TGV do zastosowania innej koncepcji – pociągu o napędzie rozproszonym, z silnikami zamontowanymi wzdłuż całego pociągu.
We wrześniu 1998 r. przedstawiony został w Paryżu – Bercy, po raz pierwszy konkretnie, przyszły AGV jako model trójwymiarowy. Technika napędowa odpowiada tej z ICE 3, jednak umożliwia rozwinięcie prędkości 350 km/h. Od nowego pociągu oczekuje się lepszej aerodynamiki, zmniejszonej emisji hałasu i spokojniejszego biegu pociągu.

## Technika

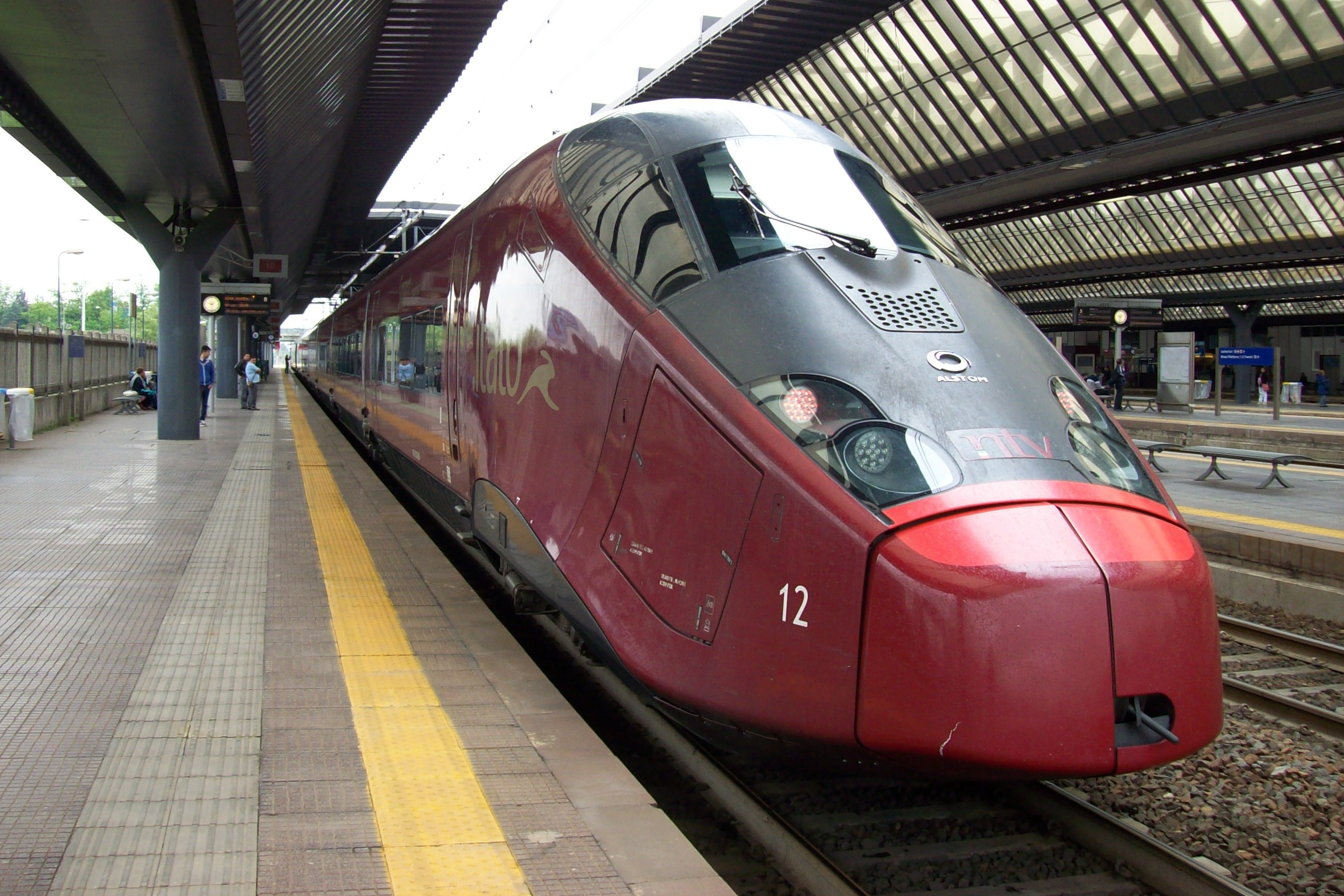
Skład AGV włoskiego operatora NTV

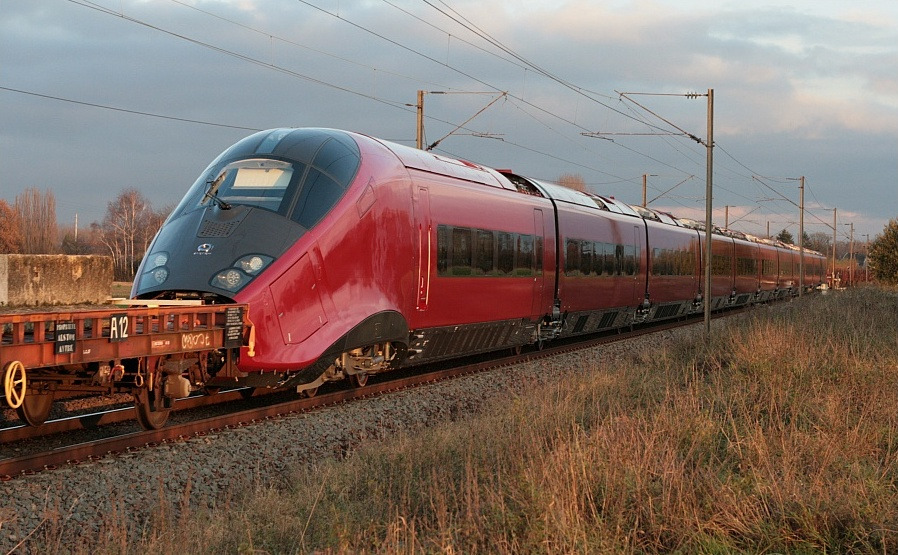
Podczas testów. Składy będą kursować na trasach: Rzym - Mediolan, Rzym - Neapol

Jak już wspomniano silniki pociągu są umieszczone oddzielnie. Siły dynamiczne na torach przy 350 km/h maja odpowiadać tym jakie są w pociągu TGV Réseau, rozwijającym prędkość 300 km/h. Liczba miejsc siedzących wzrasta przy pociągu o długości 200 metrów o 9 procent. Po raz pierwszy w pociągu TGV pojawia się hamulec szynowy (hamulec z prądem wirowym) który był zaplanowany także dla TGV NG. Podstawowym elementem konstrukcji, przeniesionym z pociągu TGV jest przegubowy układ połączeń wagonów i zastosowanie wspólnych wózków. Zdaniem SNCF należy zachować taki układ ze względu na jego doskonałe charakterystyki biegowe i duże bezpieczeństwo jazdy. Jak wykazały to dwa wypadki wykolejenia, jakim uległy pociągi TGV, układ wagonów na wspólnych wózkach zachowuje się bardzo stabilnie. W czasie wykolejenia pociąg nie przewraca się i nie opuszcza linii toru. Najchętniej SNCF widziałoby wersję o podwójnym piętrze, ale pociągi te, pomimo postępu technicznego nie są ujęte w koncepcie napędowym.
Układ pociągu AGV będzie oparty na module trzech wagonów, z dwoma wagonami silnikowymi i wagonem doczepnym. W wagonie silnikowym każda oś będzie napędzana silnikiem synchronicznym z magnesami trwałymi o mocy 600 kW. Silniki te charakteryzują się lepszym stosunkiem uzyskanej mocy do masy, niż silniki asynchroniczne. Taki układ umożliwia tworzenie różnych konfiguracji składu, z których każda ma praktycznie tę samą moc trakcyjną i hamującą. Dzięki różnemu wyposażeniu trakcyjnemu możliwe jest dodawanie do modułu 3-wagonowego wagonów doczepnych, co umożliwia uzyskanie składu 7-, 10- czy 14-wagonowego. Produkowane będą tylko dwa rodzaje wagonów – z kabiną i bez kabiny maszynisty.
W wyniku zastosowania napędu rozłożonego na wiele wagonów i zrezygnowania z oddzielnych wagonów silnikowych niedostępnych dla podróżnych, 10-wagonowy pociąg AGV długości 200 m będzie miał tylko 11 wózków, a nie 13, jak w 10-wagonowych pociągu TGV Reseau (dwa wagony silnikowe i osiem tocznych). Powinno to zmniejszyć nie tylko koszty, lecz także hałas powstający w czasie jazdy. Pociąg będzie miał 411 miejsc do siedzenia, w porównaniu z 377 w TGV Reseau, a zatem koszt jednego miejsca powinien być mniejszy.
Skład posiada wysoką wydajność (jest obsługiwany przez silniki synchroniczne z magnesami trwałymi o skuteczności 97% i 1 kW na kilogram).

### Konfiguracja pociągu AGV
Pociąg AGV będzie miał wiele nowości technicznych. Opracowany został aktywny system zawieszenia bocznego, który będzie zamontowany na wszystkich wózkach tocznych dla stabilizacji jazdy w kierunku poprzecznym do osi toru. Siłowniki o napędzie elektrycznym będą utrzymywały pudło wagonu praktycznie w osi wózka, eliminując w ten sposób kontakt pudła z odbojnikami bocznymi. Centrowanie to umożliwi obniżenie sztywności zawieszenia drugiego stopnia, co powinno poprawić komfort jazdy. Siłowniki elektryczne będą sterowane, aby stabilizować niskie i średnie częstotliwości ruchów bocznych pudła w stosunku do wózków. Jednocześnie poziom komfortu nie będzie się zmieniał w zależności od pozycji wagonu w pociągu. Aby sprawdzić zaprojektowane nowości, Alstom wyposażył jeden z pociągów TGV Reseau w aktywne zawieszenie boczne oraz siłowniki elektryczne i badał to rozwiązanie na odcinku Lille – Calais linii TGV Nord Europe przy prędkości 350 km/h. Stwierdzono, że komfort dynamiczny przy tej prędkości odpowiadał komfortowi jazdy z prędkością 300 km/h pociągu nie wyposażonego w te siłowniki. Przeprowadzone będą jeszcze inne próby z siłownikami o zmienionym kształcie. Inną poważną trudnością, jaką trzeba było pokonać, to hamowanie pociągu z prędkości 350 km/h. Założono, że musi być ono skuteczne i zarazem oszczędne, bez zwiększenia długości drogi hamowania, gdyż zmniejszałoby to przepustowość linii. W tym celu zamontowano w pociągu TGV dwa wózki silnikowe wyposażone w hamulce szynowe i badano z prędkościami do 350 km/h. Hamulce szynowe umożliwiają hamowanie nagłe z siłą 20 kN na wózek, w zakresie prędkości 350-200 km/h. Przy hamowaniu służbowym siła jest zmniejszona do 10 kN. Jeżeli odstęp między pociągami na linii wynosi 3 minuty, to ten poziom sił hamowania jest możliwy do przyjęcia zarówno ze względu na nagrzewanie się szyn, jak również siłę pionową między hamulcem a szyną, wytwarzaną przez indukcję magnetyczną. Próby wytrzymałościowe zostały przeprowadzone w 1998 r. i wypadły pozytywnie. W pociągu AGV o prędkości 350 km/h hamulec szynowy będzie zamontowany na pierwszym i ostatnim wózku składu. Ponieważ silniki trakcyjne będą zawieszone w pudle pojazdu bezpośrednio pod pomieszczeniami dla pasażerów, może to prowadzić do zwiększonych drgań w przedziałach. Między silnikami trakcyjnymi a pudłem zastosowano więc przekładki metalowo-gumowe, które powinny wyeliminować drgania wewnątrz pojazdu. Mając wózek silnikowy, na którym jednocześnie osadzone są pudła sąsiadujących wagonów, trudno jest zastosować wymuszone chłodzenie silników, będą więc miały one wentylację własną, z wentylatorami zamontowanymi wewnątrz silnika. W celu rozwiązania problemu wnikania kurzu do silników zastosowano odwirowanie, eliminujące większe cząsteczki zanieczyszczeń. Najcięższe podzespoły, jakimi są transformatory ważące po 6,5 t, zlokalizowano – dla poprawy stabilności jazdy przy dużej prędkości – w wagonach skrajnych. Pociąg AGV będzie miał środek ciężkości na wagonach czołowych niżej niż wagony silnikowe TGV. Skrajne wagony będą miały tylko po 3 osie, a mimo to nacisk 17 t na oś nie będzie przekroczony.
W AGV będzie wykorzystywana ta sama technologia budowy aluminiowego pudła, jaką opracowano dla TGV Duplex. Pozwoli to zaoszczędzić 2 t na masie w porównaniu ze stalowym pudłem TGV. Jedynymi stalowymi elementami będą przejścia między wagonowe i kabina maszynisty. AGV będzie miał tę samą odporność na zderzenie jak TGV Duplex, a zatem będzie zdolny pochłonąć 4,6 MJ energii.

### Wyposażenie wnętrz
Alstom spodziewa się, że w przyszłości koleje będą chciały odnawiać wnętrze pojazdu częściej niż dotychczas, np. co 5-7 lat. W związku z tym opracowano modułową koncepcję wyposażenia i wystroju wnętrza, którą można będzie zastosować we wszystkich pociągach dużej prędkości, w zależności od długości trwania podróży. Pomieszczenia pasażerskie będą podzielone na strefy ze wspólnymi przyłączami mechanicznymi i elektrycznymi. W poszczególnych strefach znajdą się :
- toaleta i pomieszczenie do przewijania dzieci
- centrum informacyjne i przedział konduktora
- biuro i przedział konferencyjny, bar i miejsce przygotowania posiłku podawanego do miejsca podróżnego
- miejsca, gdzie ustawienie siedzeń może być zmieniane

Pociąg AGV będzie miał podłogę na jednakowej wysokości w całym składzie, w odróżnienia od TGV, gdzie poziom podłogi był wyższy w miejscach podparcia na wózkach. Będą też zastosowane szerokie drzwi dla ułatwienia przemieszczania się pasażerów.

### AGV i technika wychylnego pudła
Aby rozwinąć duże prędkości na starszych liniach, utworzono wersję AGV z techniką nachylania. Przetestowana ona została już w TGV Pendulaire. Technika nachylania ma zostać zastosowana także przy prędkościach 320 km/h. Jest to dużo więcej niż przy niemieckim ICE – T (230 km/h) lub włoskim Pendolino (250 km/h).

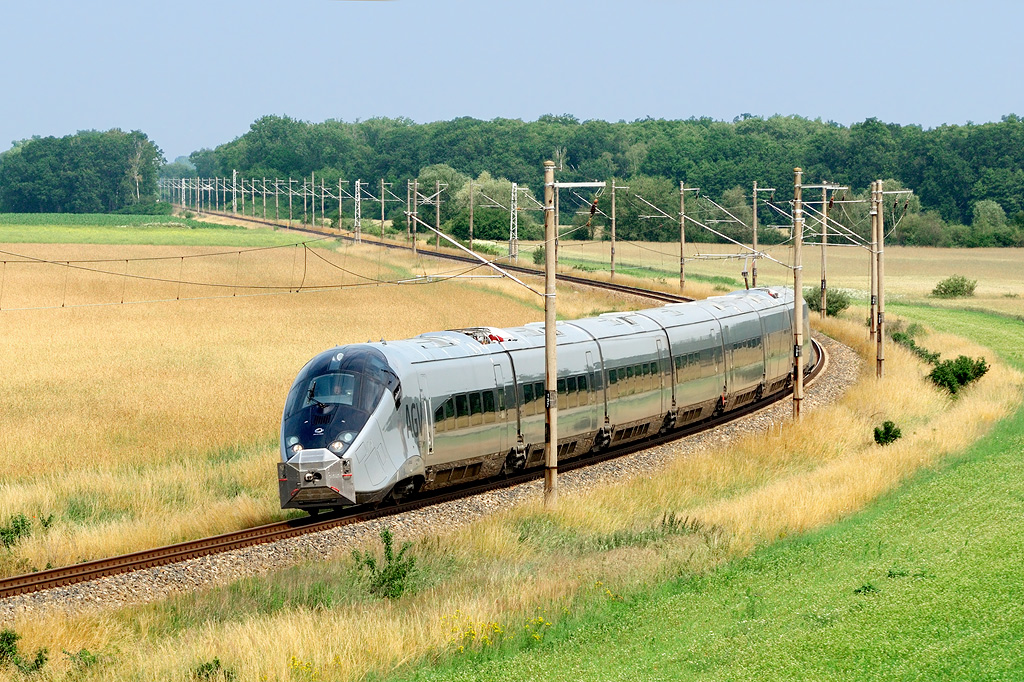
Jazdy próbne CZD - czeskich kolei państwowych w 2009

## Jazdy próbne
Alstom zbudował dwa prototypy wagonów AGV wyposażone w wózki silnikowe, jak i toczne. Jeden wagon posiada kabinę maszynisty, zaś drugi jest wagonem przejściowym. Te dwa wagony zostały połączone z czterema wagonami przejściowymi TGV Reseau oraz głowice napedową TGV Reseau 502 (wziętym ze składu zniszczonego po wypadku z września 1997 r.) – w ten sposób utworzony został skład próbny w konfiguracji: M1 + R1 + R2 + R4(Bar) + R8 + AGV2 + AGV1.
Za pomocą tego składu w październiku 2001 roku rozpoczęto jazdy próbne, które miały na celu sprawdzenie zachowania się pantografu osadzonego na przegubowym pudle, a także zbadanie zachowania się wózka silnikowego oraz wypróbowanie układu chłodzenia obwodu trakcyjnego. Prototyp AGV, nazwany imieniem Elisa testowany był w okolicach Calais-Frethun.

## Perspektywy
Jazdy próbne prototypowego składu AGV zakończone zostały w maju 2002 roku. W ostatniej jeździe testowej uczestniczył wiceprezes Alstom Transport Francois Palas. Obecnie koleje włoskie są zainteresowane składami AGV na linie 300 km/h .